# Cultura de Dawenkou
La cultura Dawenkou o Ta-wen-k'ou fue una civilización neolítica existente entre los años 4500 y 2700 a. C.

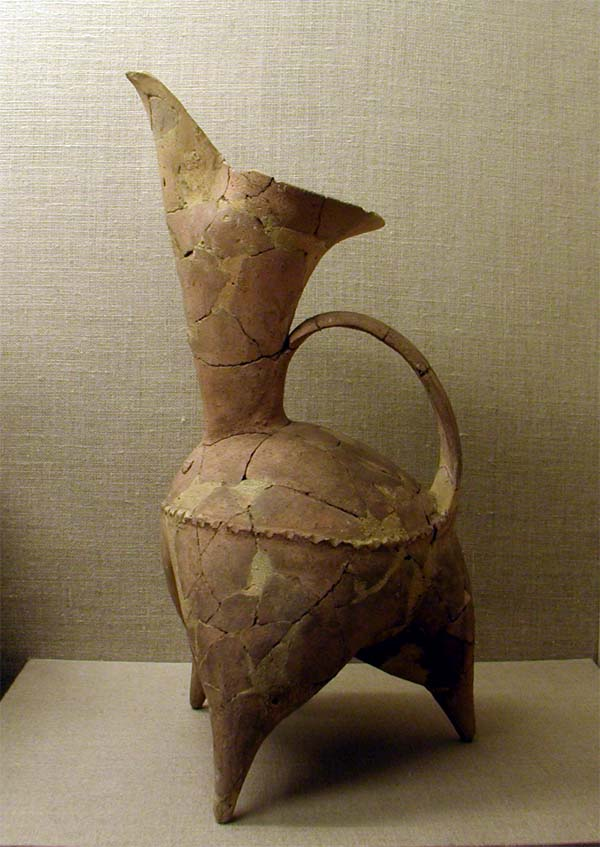
Guī (鬹) de la cultura de Dawenkou

Se caracterizó por la elaboración de frágiles vasijas de varios colores; ornamentos de piedra, jade y hueso; ciudades amuralladas; y sepelios de gran estatus compuestos de repisas para mostrar los artículos de la tumba, cámaras de ataúdes y el entierro de dientes de animales, cabezas y mandíbulas de cerdo.

## Historia
La cultura Dawenkou es el nombre dado por los arqueólogos a un grupo de comunidades Neolíticas que vivieron principalmente en Shandong, pero también aparecieron restos en Anhui, Henan y Jiangsu, China. La cultura existió de 4100 a 2600 a. C., coexistiendo con la cultura de Yangshao. Turquesa, jade y artefactos de marfil han sido generalmente encontrados en los sitios catalogados Dawenkou. Los ejemplos más tempranos de tambores de caimán se encontraron en estos sitios Dawenkou. Símbolos Banpo, quizás relacionados con generaciones siguientes, como los de la Dinastía Shang, han sido encontrados en trabajos de cerámica Dawenkou.
Los arqueólogos generalmente dividen la cultura en tres fases: la fase temprana (4100–3500 a. C.), la fase media (3500–3000  a. C.) y la fase tardía (3000–2600  a. C.). Basado en la evidencia de objetos cotidianos encontrados en tumbas, la fase temprana era altamente igualitaria. La fase es clasificada por la presencia de objetos individualmente diseñados, como tazas (鬹 guī). Las tumbas se construyeron con tierras apisonadas, se encontraron, sobre todo, durante los últimos años de la fase temprana. Durante la fase media, los objetos cotidianos empezaron a enfatizar la diversidad en los diseños encontrados. Durante la fase tardía, los ataúdes de madera empezaron a aparecer en los enterramientos Dawenkou. La cultura se volvió cada vez más estratificada, cuando se encuentra que algunas tumbas no contienen objetos cotidianos mientras otras se encontraron con una gran cantidad grande de objetos cotidianos.
El sitio de Dawenkou, localizado en Tai'un, Shandong, fue excavado en diferentes fases, en los años 1959, 1974 y 1978. Sólo la etapa media en Dawenkou está asociada con la cultura Dawenkou, cuando los restos más tempranos corresponden a la cultura Beixin y la etapa más tardía corresponde al temprano Shandong variante de la cultura de Longshan.  El Dawenkou interaccionó extensamente con la Cultura de Yangshao. "Durante dos y medio milenios de su existencia el Dawenkou tuvo un intercambio dinámico con la cultura Yangshao, con un proceso de interacción que a veces tuvo la función de mejorar notablemente, al generar la cultura Longshan. Los investigadores también apuntaron semejanzas entre la cultura Dawenkou y la cultura Liangzhu así como las relaciones entre las culturas de la cuenca del Río Yangtzé.  Según algunos investigadores, la cultura Dawenkou puede tener relación con una lengua pre-Austronesia. Otros investigadores también notan una semejanza entre habitantes Dawenkou habitantes y modernos pueblos Austronesian en prácticas culturales como el diente avulsion y la arquitectura.
La semejanza física de las personas del pueblo Jiahu con los más tardíos Dawenkou (2600 BC±4300 BC) indica que el Dawenkou podría haber descendido del Jiahu, siguiendo una migración lenta a lo largo río medio y más bajo del Huai y el valle Hanshui. Otros investigadores también especularon que el Dawenkou se originó en regiones cercanas a la región del sur. La cultura Dawenkou desciende de la Beixin cultura, pero está profundamente influida por la cultura Longqiuzhuang localizada entre los ríos Yangtze y Huai.
Las personas de Dawenkou tuvieron principalmente, un patrón dental Sinodont. El físico de las personas Dawenkou era también disímil a los habitantes neolíticos de Hemudu, Taiwán y China Del sur.

## Organización política
La palabra "chiefdom" parece para ser apropiada para describir la organización política del Dawenkou. Una persona dominante del grupo, probablemente gobernó sobre el pueblo Dawenkou, aunque el poder era más probablemente manifestado a través de autoridad religiosa más que civil. A diferencia de la cultura Beixin, de la que  descienden, las personas del Dawenkou, la cultura estuvo asentada y después se vio comprometida por un conflicto violento. Los investigadores sospechan que  pudo haber litigios por temas relacionados con la tierra, cultivos, ganado y bienes de prestigio.

## Agricultura
El clima tibio y mojado del Dawenkou era el área propicio para una variedad de cultivos, aunque entre ellos, el mijo, era el cultivado principalmente como en otros sitios. Su producción de mijo fue bastante exitosa y los contenedores de almacenamiento han sido encontrados con contenidos de hasta 2000 kg de mijo, calculado una vez la descomposición tuvo lugar, dado que es así como ha sido encontrado. Para algunos sitios del sur Dawenkou, el arroz era el cultivo más importante, especialmente durante el periodo tardío Dawenkou. El análisis hecho en los restos humanos en los sitios Dawenkou, en el sur de Shandong reveló que la dieta de la clase alta Dawenkou consistió principalmente en arroz, mientras los individuos de clase normal comían principalmente mijo. La cultura Dawenkou domesticó con éxito el pollo, perros, cerdos y ganado, pero ninguna evidencia de domesticación de caballos se ha encontrado. Restos de cerdo fueron corroborados por la mayoría de los investigadores como abundantes, contabilizando aproximadamente el 85% del total encontrado, y está comprobado que era el animal domesticado más importante. Restos de cerdo también fueron encontrados en Dawenkou, en tumbas, lo que también destaca su importancia. El marisco era también una comida importante de la dieta en Dawenkou. Peces y varios mariscos han sido encontrados en los periodos tempranos que indican que eran fuentes alimentarias importantes. A pesar de que eran menos frecuentes en las etapas más tardías, el marisco quedó como una parte importante de la dieta.

## Trepanación
Los habitantes de Dawenkou son los practicantes más tempranos encontrados, en la China prehistórica, que practicaban la trepanación. Un cráneo de un hombre Dawenkou, que data del año 3000 antes de Cristo, fue encontrado con daños severos en la cabeza, qué se comprobó había sido manipulado por esta cirugía primitiva.